# 2021年中国大陆洪灾
中国大陆自2021年6月起发生多起洪涝灾害（原因多为强降雨）。世界气象组织认为暴雨成因多为气候变化 。

## 河北
自2021年7月10日起，河北省自南向北受到了2021年7月华北气旋的影响，河北多地遭遇强降水和大风天气，其中以河北南部一带受灾最为严重，冀南多地日雨量打破建站以来的历史记录。
截止7月14日，该轮强降水已在河北省造成至少1人死亡，1人失踪。

## 黑龙江
自六月中旬起，黑龙江（亦作“阿穆尔河”）、嫩江水位不断上升。此次水灾亦波及到俄罗斯阿穆尔州。
截至6月26日，大兴安岭、黑河、牡丹江发生的洪涝灾害已造成4.2万人受灾，1.9万人撤离、并有数千公顷的农作物受损。

## 重庆
重庆市于2021年6月28日报告的强降雨迫使政府启动应急响应机制。

## 贵州
贵州在2021年7月14日左右发生的暴雨引发洪涝灾害，灾害造成2.6万人疏散，1.93万间房屋受损。

## 四川
2021年7月发生的洪涝灾害造成12万余人受灾，并产生1.76亿元人民币损失。达州有数千人因洪涝和山体滑坡被迫疏散。巴中有2.7万户居民断电。

## 山西
2021年7月12日，忻州五台山地区发生洪涝灾害，造成一人死亡。晋城市将暴雨信号调至最高级别。10月5日以来山西省持续降雨，造成15人死亡，3人失蹤；強降雨導致蒲縣發生山體滑坡，造成4名交通警察死亡。持续降雨造成175.71万人受灾，12.01万人转移安置，284.96万亩农作物受灾，1.7万余间房屋倒塌，超33万户停电，1783处不可移动文物受损，直接經濟損失50.29億元人民幣。洪水導致南同蒲铁路和平遥古城城墙一度中断和局部坍塌。新绛县闫家庄村的魁星阁同樣坍塌。

## 内蒙古
2021年7月19日，呼伦贝尔的两座水坝倒塌，造成多处桥梁和农田受损。水利部表示， 呼伦贝尔本周末平均降雨量为87（3.4英寸）。

## 河南
2021年夏季多个强降水过程均与河南相关，先后包括2021年7月华北气旋，2021年7月河南水灾，台风烟花对河南地区之影响及2021年8月河南暴雨。
2021年7月17日，河南开始发生大规模强降水过程，降雨量超历史新高，郑州等市受到严重影响，造成至少302人死亡，约50人失踪。

## 陕西
洛南县在2021年7月22日至23日因强降水引发洪灾，事故造成约5.8万人被迫撤离。

## 北京
北京市在2021年8月16日强降水导致海淀区旱河铁路桥严重积水，一辆小汽车经过该路段时被困，车内两人经抢救无效死亡。

## 台风烟花
7月25日至26日，台风烟花造成的降雨和风暴潮导致上海和江苏发生洪水。并影响当地铁路、航空和航运运输。

## 湖北
湖北随州、襄阳、孝感等五市因暴雨造成六千人被迫疏散到其他地区。宜城发生的强降水超越历史记录。8月12日在随州市柳林镇发生的洪灾造成二十一人死亡。